# 壶拟扁蛛
壶拟扁蛛（学名：Selenops ollarius）为拟扁蛛科拟扁蛛属的动物。在中国大陆，分布于四川等地，常栖息于墙角阴暗处。该物种的模式产地在四川。